# Wilhelmiden
Die Wilhelmiden waren ein fränkisches Hochadelsgeschlecht. Nachweisbare Stammeltern der Familie waren der um 755 bezeugte Graf Theodericus (Dietrich) von Autun († vor 804) und dessen Frau Aldana († vor 804), die möglicherweise eine Tochter Karl Martells war.
Die bekanntesten Mitglieder der Familie waren:
- Wilhelm der Heilige, Graf von Toulouse, der Gründer von Saint-Guilhem-le-Désert
- Bernhard von Septimanien
- Bernard Plantevelue
- Wilhelm I., Herzog von Aquitanien, der Gründer der Abtei Cluny

## Erste Generationen
Es besteht in der Forschung weitgehend Einigkeit darüber, dass die Familie Wilhelm von Gellones mit der Familie Bertradas der Älteren, den Hugobertinern, eng verwandt ist, vermutlich sogar von ihr abstammt, ohne dass eine belastbare Genealogie vorgelegt werden könnte. Ausgangspunkt aller Überlegungen, z. B. bei Hlawitschka und Settipani (siehe Literatur) ist dabei die Stiftung der Abtei Prüm und die Reihe der Unterschriften, die unter die Urkunde gesetzt wurden.
- Bertrada die Ältere war die Gründerin der Abtei Prüm im Jahr 721, wohl gegen Ende ihres Lebens. Nach ihr unterzeichnete ihr Sohn Heribert von Laon, ihr einziger noch lebender Sohn, wie in der Urkunde erwähnt wird.
- Bernhar unterzeichnete als Zeuge, nach ihm Chrodelind; in der Forschung geht man davon aus, dass hier ein Ehepaar genannt wird. Chrodelind ist der aus anderen Quellen bereits bekannte Name von Bertradas Schwester, Settipani nimmt jedoch an, dass eine gleichnamige Tochter Bertradas unterzeichnet hat, die bislang quellenmäßig nicht in Erscheinung getreten ist.
- Theoderich (I) (Theodericus, Dietrich) unterschreibt als nächster, so dass es nahe liegt, ihn als Sohn Bernhars und Chrodelinds zu sehen. Das Auftreten Theoderichs als Zeuge setzt voraus, dass er zu diesem Zeitpunkt erwachsen war. An ihm setzen die weiteren Überlegungen an.
- In den Jahren 743 und 744 wird in den Annales regni Francorum ein Theodoricus Saxo erwähnt[1]. Es wird davon ausgegangen, dass der Sachse Theodericus nichts mit der Familie Bertradas zu tun hat, die Notiz zeigt aber, dass der Name über die Familie hinaus verbreitet war.
- Um die Mitte des 8. Jahrhunderts geben Theoderich (II) und Heribert gemeinsamen Besitz in Blittersdorf (Grosbliederstroff, Kleinblittersdorf), Auersmacher und Saargemünd an Abt Fulrad von Saint-Denis ab, von Fulrad in seinem Testament von 777 erwähnt. In Saargemünd urkundeten 706 schon Plektrudis, Bertradas Schwester, und ihr Ehemann Pippin der Mittlere, so dass man diesen Ort zum Besitz von Bertradas Familie rechnen kann. Es liegt nahe, hier die beiden Zeugen aus dem Jahr 721 zu sehen, jetzt 30 Jahre älter und ebenfalls gegen Ende ihres Lebens bestrebt, etwas für ihr Seelenheil zu tun. Diese Sicht ist jedoch nicht zwingend.
- Etwa zur gleichen Zeit, um 750/755, wird Wilhelm von Gellone geboren. Seine Eltern sind Theoderich (III) und Aldana[2]. Ob der Theoderich von 721 der Vater ist, ist zumindest fraglich, da er zu diesem Zeitpunkt über 50 Jahre alt gewesen sein dürfte.
- Die Annales regni Francorum berichten zum Jahr 782 von einem Grafen Theoderich (IV), einem comes, propinquus regis, nahen Verwandten des Königs (Karl der Große), in den Jahren 791 erneut, schließlich im Jahr 793 davon, dass seine Truppen in Friesland angegriffen und vernichtet worden seien[3]. Für diesen Königsverwandten kommt Theoderich (I) gar nicht mehr in Frage, selbst Theoderich (III) wird im Jahr 793 schon deutlich über 60 Jahre alt gewesen sein, so dass man ihn als Heerführer kritisch sehen muss. Hinzu kommt, dass Theoderich (III) und Aldana einen Sohn Theoderich (V) hatten, der 804 erwähnt wird (siehe unten). Dabei würde eine Identität zwischen Theoderich (III) und Theoderich (IV) das Problem der nahen Verwandtschaft zum König lösen, wenn man gleichzeitig Aldana als Tochter Karl Martells belegen könnte, wie es schon häufig versucht wurde. Da Theoderich (IV) von der Generation her gut zu Wilhelm von Gellone passt, muss man in Betracht ziehen, dass es sich um einen Vetter handelt[4], wenn er kein Bruder sein kann – vorausgesetzt, die  Reichsannalen sind so zu verstehen, dass bei der Katastrophe in Friesland auch der Heerführer ums Leben gekommen ist. Settipani sieht den comes, propinquus regis als Sohn von Theoderich (III) und Aldana und Bruder Wilhelm von Gellones, aber auch als 793 gefallen.
- In den beiden Urkunden zur Gründung der Abtei Saint-Guilhem-le-Désert, datiert vom 14. bzw. 15. Dezember 804 erwähnt Wilhelm nicht nur seine Eltern, sondern auch Geschwister und Kinder, unter den Brüdern auch Teddericus (Theoderich (V)). Allerdings: "Die beiden Gründungsurkunden … sind im 11. Jh. anscheinend verfälscht worden"[5], und nur diese Dokumente sind erhalten geblieben[6], so dass kaum noch feststellbar ist, was echt ist und was nicht.
- Unter den Kindern Wilhelms treten die Namen Rothlind/Chrodelind, Bernhard/Bernhar, Theoderich (VI) und Heribert wieder auf, so dass eine direkte Abstammung von dem Ehepaar Bernhar und Chrodelind auch aus diesem Grund nahe liegt.
- Bernhard von Septimanien, der Sohn Wilhelms, wird in Thegans Vita Hludowici imperatoris[7] als de stirpe regali bezeichnet, von königlicher Abstammung. Diese ergibt sich aber gegenüber den Karolingern aus den vorliegenden Daten und Überlegungen nur, wenn Aldana als Tochter Karl Martells akzeptiert wird. Alternativ wurde eine Abstammung von den Merowingern diskutiert, die aber mit den vorliegenden Informationen lediglich über die Abstammung Irmina von Oerens, der Mutter Bertradas, führen kann, die seit dem 11. Jahrhundert in der Trierer Tradition nachweisbar als Tochter des Königs Dagobert I. oder Dagobert II. angesehen wurde; diese Tradition konnte jedoch widerlegt werden[8].
- Ein um 810 geborener Theoderich aus der Familie der Arnulfinger ist der Enkel einer nahen Verwandten, vermutlich einer Schwester Wilhelm von Gellones. Der Name wird in diese Familie vererbt und tritt danach noch fünf weitere Male auf.

## Stammliste
Die Stammliste folgt der Darstellung bei Schwennicke, Abweichungen davon sind durch Fußnoten belegt.
1. Theodericus (Dietrich), 755 bezeugt, † vor 804, Graf von Autun (comes Eduensis), wohl verwandt mit Dietrich, der einer der Gründer der Abtei Prüm war, und den Merowingern; ⚭ Aldana, † vor 804, vielleicht Tochter von Karl Martell (Karolinger), Schwester von Hiltrude und Landrade
  1. Teudoinus, Graf von Autun 804/826
    1. Theodericus (Dietrich) II., 816/21 bezeugt

  2. Teudericus, 804 bezeugt
  3. Adalelmus, 804 bezeugt[9]
    1. Emenon, † 866[10], 828 Graf[11],Graf von Poitou bis 839[12], Graf von Angoulême 863[13]; ⚭ NN, Tochter von Odo, Graf von Troyes, und Wandilmodis[14]
      1. Adémar (Aimar), 866 als minderjährig bezeugt[15], † 926[16], erobert die Grafschaft Poitou 892, vom König bestätigt wohl 895[17] 898 Graf von Limoges[18], 902 aus dem Poitou verjagt, Regent von Angoulême für seinen Neffen, Graf Guillaume II.; ⚭ Sancia, Tochter von Guillaume I., Graf von Périgueux[19] (Haus Taillefer)
      2. Adalelm, 877 bezeugt[20], † 892[21], 886 Pfalzgraf von Troyes als Nachfolger seines Onkels mütterlicherseits[22]; ⚭ Ermengarde, 892 oder 893 bezeugt[14]

    2. Turpion[23], X 863[10], Graf von Angoulême[24]
    3. Bernhard, 839 bezeugt[25], X wohl 844/845[26], Graf von Poitou[27]; ⚭ Bilichildis[28], Tochter von Rorico, Graf von Maine (Rorgoniden), und Bilichildis[29]
      1. Bernhard, 868 bezeugt[30], 876 Markgraf von Septimanien[31], Graf von Berry und Autun, 877 abgesetzt, 879 exkommuniziert[32], vielleicht 880 Unterwerfung[33]
      2. Emenon, 878 bezeugt[34]

  4. Wilhelm der Heilige (Guilhelm, Guillaume le Saint), † Gellone 28. Mai wohl 812/13, jedenfalls vor 21. Mai 815, Graf von Toulouse, Markgraf von Septimanien, erobert 803 Barcelona, gründet 804 die Abtei Gellone (Saint-Guilhem-le-Désert), wird dort 806 Mönch, gründet vor 806 Canova (Goudargues), 1066 kanonisiert; ⚭ I Kunigunde; ⚭ II Guitburgis (Vuithburgis)
    1. (I?) Berà Graf von Rasès, † vor 814; ⚭ Romilla
    2. (I?) Witcher, 804 bezeugt, † wohl vor 824
    3. (I?) Hildehelm, 804 bezeugt, † wohl vor 824
    4. (I?) Helinbruch, 804 bezeugt, † wohl vor 824
    5. (I?) Herbert, 803 mit dem Vater vor Barcelona, 803/43 bezeugt
      1.  ? Kunigunde, † nach 15. Juni 835; ⚭ um 815 Bernhard, * wohl 797, † 17. April 818, 812–813 König von Italien (Stammliste der Karolinger)[35]

    6. (I?) Bernhard, 804/44 bezeugt, bis 830 Graf von Autun, bis 831 Markgraf von Septimanien, 834 in Burgund, 844 enteignet; ⚭ 24. Juni 824 in Aachen Dhuoda, † nach 2. Februar 843, Schwester von Aribert
      1. Wilhelm (Guillaume), * 29. November 826, X 850 in Spanien, 843 in Burgund
      2. Bernhard Plantevelue, * 22. März 841 in Uzès, † 20. Juni 885/August 886, 857/68 Laienabt von Brioude, 864/69 Graf von Autun, abgesetzt, 864/74 Graf von Rodez, 872 im Berry bezeugt, nach 872 Graf von Auvergne; ⚭ Ermengarde, † nach Juni 881, Tochter des Grafen Bernhard I. und Lieugardis
        1. Wilhelm I. der Fromme (Guillaume I. le Pieux), † 28. Juni oder 6. Juli 918, Herzog von Aquitanien, 892 Graf von Bourges, 893 Graf von Mâcon und Laienabt von Brioude, gründete 910 die Abtei Cluny; ⚭ vor 898 Ingelburga, † nach Januar 917, Tochter von Boso Graf von Vienne, König von Niederburgund (Buviniden)
          1. Boso, † 25. Dezember 920/Juni 926
          2. Tochter; ⚭ Rotbald I. von Agel, um 930 bezeugt, † wohl 949, Stammeltern der Grafen von Provence (Haus Provence)

        2. Hava, 893 als Äbtissin bezeugt, † wohl vor 913
        3. Adelinda ⚭ Acfred, Graf von Carcassonne und Graf von Rodez, † 906

      3. Regelinda; ⚭ Vulgrin I. Graf von Angoulême, † 3. Mai 886 (Haus Taillefer)

    7. (I?) Gerberga (Gariberga), vermutlich identisch mit der Nonne aus Chalon, die 834 in Chalon-sur-Saône wegen Zauberei mit ihrem Bruder ertränkt wurde
    8. (II?) Gaucelm, 804 bezeugt, vermutlich identisch mit dem Graf von Roussillon, der 834 in Chalon-sur-Saône wegen Zauberei mit seiner Schwester geköpft wurde.
    9. (II?) Teddericus (Dietrich) III., † kurz nach 826, Graf von Autun
    10. (II?) Werner (Guarnierius)
    11. (II?) Rothlindis; ⚭ Wala (Karolinger)

  5. Albana, 804 bezeugt, Nonne
  6. Bertana, 804 bezeugt ⚭ ? Childebrand (II), † vor 818, 796 missus im Autunois, Graf, Herr von Perrecy (Arnulfinger)[36]
  7.  ? Tochter; ⚭ Erbio, Sohn oder Bruder des Präfekten Gerold (Geroldonen) oder
  8.  ? Waldrada, † nach 824; ⚭ Hadrian, Sohn oder Bruder des Präfekten Gerold (Geroldonen)[37]

## Weitere Literatur
- Adémar de Chabannes, Chronique III, J. Chavanon (Hg.), 1897
- Annales Bertiniani. In: Georg Heinrich Pertz u. a. (Hrsg.): MGH Scriptores (in Folio) 1: Annales et chronica aevi Carolini, 1826, S. 419–515
- Annales Engolismenses, MGH Scriptores XVI
- Chronicon Aquitanicum 840–1025, MGH Scriptores II
- Marchegay, P., und Mabille, E. (Hg.) (1869) Chroniques des Eglises d'Anjou (Paris)> Chronicon sancti Maxentii Pictavensis
- Arthur Giry: Études carolingiennes. Documents carolingiens de l'abbaye de Montiéramey. In: Études d'histoire du moyen âge dédiées à Gabriel Monod (1896), Nr. 23
- Christian Settipani: La préhistoire des Capétiens (1993)
- Egon Boshof, Ludwig der Fromme (1996)
- Christian Settipani: La noblesse du Midi Carolingien. Études sur quelques grandes familles d'Aquitaine et du Languedoc du IXe au XIe siècles (Prosopographica et Genealogica, Oxford, 2004),
- Donald C. Jackman, Die Ahnentafeln der frühesten deutschen Könige. In: Herold-Jahrbuch. Neue Folge. 15. Band (2010), S. 47–67